# Бас китара
Електрическата бас китара е музикален инструмент от групата на струнните инструменти, на който се свири с пръсти или перце. По конструкция бас китарата е сходна с електрическа китара, но е с по-голямо тяло, по-дълъг гриф, и най-често четири струни, настроени октава по-ниско от ниските четири струни на електрическата китара. От 50-те години насам бас китарата почти изцяло заменя контрабаса в популярната музика.

## История
През 30-те години на 20 век изобретателят Пол Тътмарк от Сиатъл разработва един инструмент, който през 1935 г.ще присъства в каталога на Audiovox (компанията на Тътмарк) като „електронна бас-цигулка“ (electronic bass fiddle) – един от най-ранните прототипи на бас китарата. Първият бас, влязъл в серийно производство, е Fender Precision Bass (известен като „P-Bass“), излиза на пазара чак през 1951 г. и се произвежда до днес. През 1960 г. той е последван от Fender Jazz Bass, първоначално известен като Deluxe Bass и създаден, за да съпровожда китарата Jazzmaster. Фендер също така започва производството на Mustang Bass с мензура 30" (вместо 34-те инча на P и J басовете, останали като стандарт).
През 1953 г. Гибсън пускат на пазара баса EB-1, който има форма, подобна на цигулка, и през 1959 г. е последван от по-конвенционално изглеждащия EB-0. Също като при Fender, Гибсън разчитат на формата на съществуваща китара – EB-0 прилича на Gibson SG. За разлика от тези на Фендер, ранните басове на Гибсън са с по-къса мензура и с хъмбъкер, монтиран при сглобката на грифа. EB-3 има и втори „мини-хъмбъкер“ по-близо до бриджа, но първият бас на Гибсън с мензура 34" и два по-традиционно разположени адаптера е Thunderbird от 1963 г.
С бума на рокмузиката през 60-те, Rickenbacker, Danelectro и много други компании започват производството на баскитари.

## Дизайн

### Грифове със и без прагчета
Също като при китарата, прагчетата на баса разделят грифа през полутон. Обикновено басът има от 20 до 24 прагчета.
Басовете без прагчета (фретлес), имат специфичен звук, подобен на контрабаса, тъй като струната трябва да бъде натисната върху самото дърво на грифа. Фретлес басът позволява на басистите да използват глисандо, вибрато и микротонални интонации (напр. четвърт тон). Макар че най-често е свързван с джаз и джаз фюжън музиката, фретлес басът се използва и в други стилове, напр. от метъл басиста Стив ДиДжорджо.
Първата бас китара без прагчета е направена от Бил Уайман през 1961 г. – евтин японски бас с махнати прагчета. Първият фретлес бас, влязъл в серийно производство е Ampeg AUB-1, излязъл на пазара през 1966 г. Фендер започват да произвеждат фретлес Precision Bass през 1970 г. Джако Пасториъс е сред известните изпълнители на фретлес бас.

### Струни и строеве
Стандартната бас китара има четири струни, настроени ми-ла-ре-сол, с честота на четвърта струна (ми) 41 херца – също като контрабаса и октава по-ниско от долните три струни на китарата. Срещат се и следните конфигурации:
- Четири струни в строй, различен от стандартния (напр. ре-ла-ре-сол).
- Пет струни, обикновено настроени си-ми-ла-ре-сол. Първите петструнни басове са били настроени ми-ла-ре-сол-си. Подобен строй често се използва в джаза.
- Шест струни – най-често си-ми-ла-ре-сол-до, също ми-ла-ре-сол-си-ми или фа#-си-ми-ла-ре-сол. Шестструнният бас се среща много по-рядко от четири- или петструнния. Използва се в латино музиката, в джаза и др.
- Детунерите служат за бързо пренастройване към по-нисък тон. Обикновено се използват за превключване на четвърта струна м/у ми и ре. Майкъл Манринг е басист, използващ детунери в някои от композициите си.

#### Разширен обхват
Към семейството на бас китарата спадат и инструменти с една, две или три струни, с коренно различни строеве (тенор бас, пиколо бас, бас с китарен строй и др.), както и с 8, 10, 12 и 15 струни, при които струните са по двойки или тройки, настроени в унисон или октави, подобно на 12-струнна китара.
Басове с разширен обхват се наричат инструменти със структурата на бас китара и с 6 до 12 самостоятелни струни. Един от първите седемструнни басове (строй си-ми-ла-ре-сол-до-фа) е построен от лютиера Майкъл Тобиас през 1987 г. по поръчка на Гари Гудман. Гудман създава специална техника, изискваща седем или повече струни. Conklin Guitars произвеждат басове с 8 и 9 струни. Лютиерът Майкъл Адлер прави първия 11-струнен бас през 2004 г. и завършва първия 12-струнен през 2005 г. 11 и 12-струнните инструменти на Адлер имат същия обхват като роял.
Съществуват също така суб-контра басове (до#-фа#-си-ми, като до# = 17,32 Hz). Guitarbass („Китарабас“) е десетструнен инструмент с четири басови и шест китарни струни в стандартни строеве.

## Електроника
Виж още адаптер (музика).

### Магнитни адаптери
Повечето електрически баскитари използват магнитни адаптери. От 90-те години много басове се предлагат с „активна“ електроника, работеща на батерии, която може да подсилва сигнала или да прилага еквализация. Срещат се няколко конфигурации на адаптерите:
- „P“-адаптерите (кръстени на Fender Precision Bass) се състоят от две половини с намотки в противоположни посоки (за намаляване на шума) и изместени с няколко сантиметра перпендикулярно на грифа, така че под всеки две струни има по една половина. По-рядко се среща единичен адаптер, подобно на оригиналния Fender Precision Bass от 1951.

- „J“-адаптерите (кръстени на Fender Jazz Bass) са по-широки, осемполюсни адаптери, лежащи под всичките струни. Обикновено са с единична намотка, поставени по двойки.
- Хъмбъкерите са подобни на „J“, но два пъти по-широки, с две намотки и два пъти по-мощни.
- Терминът soapbar (сапунерка?) отначало сочи адаптера Gibson P-90, но в наши дни се използва за всеки вид правоъгълен адаптер без видими магнитни полюси. Такива често се срещат в басовете с разширен обхват. EMG произвеждат адаптер-сапунерка, който може да работи и като единичен, и като хъмбъкер.

За разлика от китарите, много баскитари имат само един адаптер – обикновено „P“ или soapbar. Две от най-често срещаните конфигурации с по няколко адаптера са с „P“ при моста и „J“ при грифа или с два „J“ адаптера. Разположението на адаптера има голямо влияние върху звука.

### Не-магнитни адаптери
Пиезоелектрическите адаптери произвеждат различен тон, подобен на този на акустичната бас китара, и позволяват на басистите да използват струни от найлон, месинг и дори силиконова гума. Пиезоадаптерите използват сензорен кристал, за да превърнат трептенията на струната в електрически сигнал.
Оптичните адаптери използват светодиод, за да проследят вибрацията на струната. Така възпроизвеждат звуци с ниска честота силно и без излишен шум. Тъй като не могат да възприемат прекалено бързо трептене, оптичните адаптери обикновено се използват заедно с пиезоелектрически, които попълват липсващите високи честоти.

### Усилватели и ефекти
Усилвателите за бас китара са настроени да работят при по-ниските честоти. Ефектите са подобни като за нормалната китара

## Техника на свирене
Техниката на свирене при този инструмент е основно да се свири с пръсти (т.нар. Фингърстайл) или с удари на палеца на дясната ръка комбинирано с дърпане на струната с показалец или среден пръст (т.нар. Слап Бас или Слап Техника)
Има и много други стилове на свирене също като Тапинг (при което се използват двете ръце върху фингърборда), солиране, ритъм, използване на акорди, флажолети и много други.

## Известни баскитаристи

### Български
- Александър Бахаров
- Веселин Веселинов-Еко
- Димитър Воев
- Тодор Върбанов
- Васил Гюров
- Ивайло Звездомиров
- Ивайло Крайчовски
- Кирил Маричков
- Константин Марков
- Георги Милчев – Годжи
- Даниел Ризов
- Стайко Стайков
- Георги Янакиев
- Иван Несторов

### Чуждестранни
- Майкъл Балзари
- Джийн Симънс
- Клиф Бъртън
- Гийзър Бътлър
- Мик Бокс
- Роджър Гловър
- Леми Килмистър
- Дъф Маккагън
- Пол Маккартни
- Джон Миунг
- Крис Новоселич
- Джейсън Нюстед
- Робърт Трухильо
- Роджър Уотърс
- Стив Харис
- Марко Хиетала
- Йън Хил
- Глен Хюз
- Били Шиън
- Сузи Куатро
- Дейвид Елефсън
- Джон Пол Джоунс
- Стийв Харис